# Museumsloven
Museumsloven er en dansk lov, der vedrører de danske museer og kulturarven. Fortidsminder fredes i henhold til denne lov, ligesom bestemmelserne om danefæ og danekræ er at finde i loven.
Lovens formål er:
- at fremme museernes virksomhed og samarbejde med henblik på at sikre Danmarks kultur- og naturarv samt adgang til og viden om denne og dens samspil med verden omkring os
- at sikre varetagelse af opgaver, der vedrører sten- og jorddiger og fortidsminder.

Loven omfatter:
- statslige museer
- statsanerkendte museer, der modtager tilskud efter loven
- arkæologiske og andre undersøgelser i forbindelse med fysisk planlægning, jordarbejder mv.
- bevaring af fortidsminder samt sten- og jorddiger.